# Skaugum
Skaugum är en gård i Askers kommun i Norge som används som residens för kronprinsparet. Gårdens historia går tillbaka till medeltiden. Egendomen som drivs som lantbruk med djur, har totalt 48 hektar mark och 50 hektar skog.

## Bakgrund
År 1929 skänkte baron Fritz Wedel Jarlsberg gården till dåvarande kronprins Olav V då denne gifte sig med prinsessan Märtha av Sverige. Gården är kungafamiljens privata egendom, till skillnad mot Det Kongelige Slott och Oscarshall som är statens egendom. Huvudbyggnaden brann ner i maj 1930. Den nya huvudbyggnaden ritades av Arnstein Arneberg och stod färdig 1932.
Skaugum var under andra världskriget bostad för den tyske rikskommissarien Josef Terboven. Strax före kapitulationen sprängde han sig själv i luften tillsammans med Wilhelm Rediess i sin bunker på gården.
Kung Olav V bodde på Skaugum fram till 1968, då han i samband med bröllopet mellan dåvarande kronprins Harald och Sonja lämnade gården vidare. Traditionen med att använda Skaugum som residens för kronprinsparet fortsatte och idag är det kronprins Haakon och kronprinsessan Mette-Marit som bor på Skaugum. Platsen är inte öppen för besökare.
Kronprinsen är själv ansvarig för underhållskostnaderna. Hans Majestet Kongens Garde (Garden) står för vakthållningen på Skaugum.